# Roland Borawski
Roland Borawski (ur. 28 marca 1964) – wschodnioniemiecki judoka.
Zajął piąte miejsce na mistrzostwach świata w 1987; uczestnik zawodów w 1985. Srebrny medalista mistrzostw Europy w 1984. Mistrz Europy juniorów w 1982. Mistrz NRD w 1983, 1985, 1986 i 1987 roku.